# Isigonia reducta
Isigonia reducta är en spindelart som först beskrevs av Arthur M. Chickering 1940.  Isigonia reducta ingår i släktet Isigonia och familjen spökspindlar.
Artens utbredningsområde är Panama. Inga underarter finns listade i Catalogue of Life.